# John Gayle
John Gayle (Sumter, 11 settembre 1792 – Mobile, 21 luglio 1859) è stato un magistrato e politico statunitense, giudice del tribunale di distretto degli Stati Uniti per l'Alabama e deputato per il Partito Democratico al Congresso degli Stati Uniti d'America, fu il settimo governatore dell'Alabama.

## Biografia
Nato nella Carolina del Sud, Gayle si laureò in legge all'Università della Carolina del Sud nel 1813; fece poi pratica legale. Nel 1818 sposò Sarah Ann Haynsworth, una giovane donna dell'Alabama a cui fu legato fino alla morte di lei (1835); si stabilì in Alabama dove aprì uno studio privato. Lo stesso anno 1819-1835 fu membro del primo consiglio legislativo per il territorio dell'Alabama nel biennio 1818-19 svolgendo successivamente la professione di avvocato nel periodo 1819-21. Da allora in poi si successero periodi in cui svolgeva l'attività in magistratura o in cariche pubbliche intervallate da periodi in cui svolgeva l'attività privata di avvocato: membro della Camera dei rappresentanti dell'Alabama (in lingua inglese: Alabama House of Representatives), la Camera bassa dello stato dal 1822-1823, giudice della Corte di stato dell'Alabama (1823-25), attività privata nella Contea di Greene (1825-1828), giudice della Corte Suprema dell'Alabama (1828-29), nuovamente deputato alla Camera dei rappresentanti dell'Alabama (1829-30), infine governatore dell'Alabama per due mandati (1831-35). Durante il suo primo mandato, in Alabama furono create nove nuove contee, fu completata la prima linea ferroviaria, fu ampliata la banca dello Stato, e lo Stato dell'Alabama acquisì la prima fabbrica di cotone. Nel 1832 fu firmato il Trattato di Cusseta con il quale i Creek venivano trasferiti in Territorio indiano a ovest del fiume Mississippi. Vi furono episodi di violenza quando gli agenti federali tentarono di rimuovere i coloni bianchi insediati nel Territorio indiano; Gayle si oppose alla rimozione sostenendo che gli interessi dello Stato dell'Alabama avevano la priorità sui negoziati relativi alle terre poste nel suo territorio. Durante questa controversia avvennero le elezioni e Gayle ottenne la rielezione con una vittoria schiacciante.
Dopo la morte della moglie Sarah (1835), Gayle ritornò nuovamente a svolgere attività privata a Mobile dal 1835 al 1846, dopo di che fu deputato per il Partito Democratico al Congresso degli Stati Uniti d'America (1847-49), giudice di tutte e tre le corti distrettuali dell'Alabama, e infine membro del Senato dell'Alabama ininterrottamente dal 1849 fino alla morte (1859).
John Gayle si sposò due volte: con Sarah Ann Haynsworth e con Clarissa Stedman Peck. Ebbe dieci figli, una delle quali, Amelia, fece anch'essa studi giuridici, sposò Josiah Gorgas, responsabile della produzione degli armamenti della Confederazione durante la Guerra di secessione americana, e fu la madre William Crawford Gorgas, il generale medico che liberò Cuba e la zona del Canale di Panama dalla febbre gialla.

## Scritti
- Speech of Mr. Gayle, of Alabama, on the bill to establish a territorial government in Oregon: Delivered in the House of Representatives of United States, March 28, 1848, Washington: J. & G.S. Gideon, 1848 (Google libri)